# باتيفوللو
باتيفوللو هي بلدية (كوميون) في مقاطعة كونيو في منطقة بيدمونت الإيطالية، وتقع على بعد نحو 90 كيلومتر (56 ميل) جنوب شرق تورينو ونحو 35 كيلومتر (22 ميل) شرق كونيو.
تقع باتيفوللو على حدود البلديات التالية: بانياسكو، تشيفا، ليسيو، نوتشيتو، سكانيللو.
من معالمها بقايا قلعة، استخدمتها القوات الفرنسية في عام 1796 كموقع دفاعي.